# Louise Mushikiwabo
Louise Mushikiwabo (* 22 de maio de 1961 em Kigali, Ruanda) é uma  política ruandesa da Frente Patriótica Ruandesa (FPR). Ela é desde 12 de outubro de 2018 a Secretária Geral da Organização da Francofonia. Ela esteve de 3 de dezembro de 2009 até 18 de outubro de 2018 Ministra das Relações Exteriores no gabinete de Paul Kagame. Em 2020, ela foi nomeada uma das 50 mulheres mais poderosas da África pela revista Forbes.

## Vida
Louise Mushikiwabo nasceu em 22 de maio de 1961 na capital de Ruanda, Kigali. Sua família é tutsi. Mushikiwabo estudou inglês de 1981 até 1984 na Université nationale du Rwanda em Butare. Logo depois ela lecionou em uma escola secundária em Kigali. Em 1986, ela retomou seus estudos na Universidade de Delaware, onde em 1988 adquiriu o título de Mestrado em línguas e tradução com foco em francês. Mushikiwabo viveu nos Estados Unidos por 22 anos e depois por um curto período na Tunísia, onde trabalhou para o Banco Africano de Desenvolvimento. Em março de 2008, ela se juntou ao gabinete ruandês. Até 2018 ela foi Ministra das Relações Exteriores de Ruanda. Na reunião de cúpula da Organização da Francofonia (OIF) em Erevã na Armênia, ela foi eleita em 12 de outubro de 2018 como a  nova Secretária-Geral, substituindo a canadense Michaëlle Jean.
Ela também trabalha como autora. É uma das autoras do livro Ruanda Means the Universe (St. Martin's Press, 2006), que trata do genocídio dos tutsis em 1994. Ela publica regularmente artigos em jornais e revistas online. Em 2004, ela recebeu o Prêmio Humanitário de Destaque da Escola de Estudos Internacionais da American University.

## Família
Seu irmão Lando Ndasingwa foi o único ministro no último gabinete de Habyarimana que fazia parte do tutsi. Ele foi morto em 7 de abril de 1994.